# Dumanquilas Protected Landscape/Seascape
Das Dumanquilas Protected Landscape/Seascape liegt in den Provinzen Zamboanga del Sur und Zamboanga Sibugay, in den Philippinen. Es wurde durch den Präsidentenerlass Nr. 158 am 10. August 1999 eingerichtet. Es umfasst die gesamte Dumanquilas Bay, alle Inseln in der Bucht und die angrenzenden Küstenareale. Das Naturschutzgebiet liegt in den Verwaltungsgebieten der Stadtgemeinden Malangas, Buug, Kumalarang, Lapuyan, Margosatubig und Vincenzo A. Sagun. Das Dumanquilas Protected Landscape/Seascape ist ein kombiniertes Naturschutz- und Meeresschutzgebiet. Mit seiner Einrichtung sollen die Mangrovenwälder und die Fischbestände in der Bucht geschützt werden. Es umfasst eine Fläche von 25.948 Hektar und eine zur Celebessee vorgelagerte Pufferzone von 3.714,98 Hektar Größe. Um die Wasserqualität in der Bucht zu schützen, ist der Bergbau auch in den umliegenden Gebieten untersagt. Die Bucht gehört zu den wichtigen Ökotourismuszielen in der Region.